# San Antonio (San Luis Potosí)
San Antonio es una ciudad del estado mexicano de San Luis Potosí y cabecera del municipio de San Antonio. 
Se encuentra ubicada a 21° 37' 10" de latitud norte, 98° 54' 10" de longitud oeste y 200 metros sobre el nivel medio del mar, por lo que pertenece a la llamada "zona huasteca” del estado.
La población de la ciudad es de 530 habitantes, de los cuales el 46% son hombres. Mientras que la población del municipio es de 9274 habitantes, de los cuales el 51% son varones.
La lengua más hablada es el huasteco, o tenek tradición que tiende a perderse en las comunidades a causa de la emigración.
El clima predominante es semicálido húmedo con abundantes lluvias en verano.